# Lucie Otýlie z Hradce
Lucie Otýlie z Hradce (1. prosince 1582 Jindřichův Hradec – 11. ledna 1633 Vídeň) byla česká šlechtična z rodu pánů z Hradce.

## Život
Narodila se jako dcera Adama II. z Hradce a Kateřiny z Montfortu.
Dne 13. ledna 1602 se v Jindřichově Hradci provdala za Viléma Slavatu z Chlumu a Košumberka. Když zemřel její bratr Jáchym Oldřich, poslední mužský příslušník rodu pánů z Hradce, vymřel rod po meči a Lucie Otýlie zdědila celý rodový majetek. Ten přešel do majetku rodu Slavatů.
Pochována byla v bavorském Altöttingu v „Gnadenkapelle“ (Kaple zázračného obrazu).